# Stupéfiant !
Pour les articles homonymes, voir Stupéfiant (homonymie).
Stupéfiant ! est une émission française de télévision, présentée par Léa Salamé et diffusée sur France 2 depuis le 28 septembre 2016. L'émission change de nom et de format pour devenir Le Doc Stupéfiant sur France 5 à partir de septembre 2019.

## Description
Produite par Bangumi, Stupéfiant ! est un magazine culturel constitué de grands reportages menés comme des investigations, d'entretiens exclusifs et de rubriques telle « La Brigade du Stup », commentée par le chroniqueur de mode Loïc Prigent.
Dans un décor minimaliste sur fond noir et jeu de miroirs, avec comme seul repère le S! en lettre géante. Chaque émission est clôturée par la phrase culte de Léa Salamé « La culture est une drogue ! ». Ainsi justifie-t-elle le titre du magazine qui a pour symbole un "S" majuscule suivi d'un point d'exclamation et pour générique la reprise rock « Buick Mackane » de T-Rex par Ty Segall. 
L'émission est diffusée à 22h40 trois mercredis par mois, jusqu'à fin 2016, puis Stupéfiant ! passe au format hebdomadaire, en seconde partie de soirée  tous les lundis à 22h55 à partir du 9 janvier 2017.
Durant son congé-maternité, Léa Salamé est remplacée par la journaliste Aurélia Perreau, pour quatre émissions du 6 mars au 3 avril 2017.
L'émission revient pour une deuxième saison, à partir du 2 octobre 2017.
L'émission du 30 octobre 2017 est entièrement consacrée au football, une première qui fait date, pour une émission culturelle.
Le record d'audience est établi le 11 décembre 2017, avec 1 162 000 téléspectateurs, soit 8,6% de parts de marché, lors d'une émission traitant de l'univers artistique du nu.
La troisième saison de l'émission débute le 8 octobre 2018.
Pour la rentrée 2019-2020, l'émission change de nom et de formule et sera diffusée sur France 5,.

## Liste des émissions et Audiences

### Stupéfiant!
| Émission | Interview / Thème                 | Jour de diffusion          | Audience moyenne          | Audience moyenne | Réf.     |
| Émission | Interview / Thème                 | Jour de diffusion          | Nombre de téléspectateurs | PDM              | Réf.     |
| Saison 1 | Saison 1                          | Saison 1                   | Saison 1                  | Saison 1         | Saison 1 |
| -------- | --------------------------------- | -------------------------- | ------------------------- | ---------------- | -------- |
| 1        | Alain Delon                       | mercredi 28 septembre 2016 | 644 000                   | 6,4 %            | [ 10 ]   |
| 2        | Roman Polanski                    | mercredi 5 octobre 2016    | 637 000                   | 6 %              | [ 11 ]   |
| 3        | Philippe Sollers                  | mercredi 12 octobre 2016   | 615 000                   | 5,5 %            | [ 12 ]   |
| 4        | Italie (Jean D'Ormesson)          | mercredi 26 octobre 2016   | 618 000                   | 4,4 %            | [ 13 ]   |
| 5        | Jean Nouvel                       | mercredi 2 novembre 2016   | 605 000                   | 4,5 %            | [ 14 ]   |
| 6        | Rocco Siffredi                    | mercredi 9 novembre 2016   | 698 000                   | 5,5 %            | [ 15 ]   |
| 7        | Pierre Bergé                      | mercredi 23 novembre 2016  | 562 000                   | 5,4 %            | [ 16 ]   |
| 8        | Bernard Arnault                   | mercredi 30 novembre 2016  | 221 000                   | 4,3 %            | [ 17 ]   |
| 9        | Valérie Lemercier                 | mercredi 7 décembre 2016   | 245 000                   | 4,1 %            | [ 18 ]   |
| 10       | Michel Onfray                     | lundi 9 janvier 2017       | 540 000                   | 5,8 %            | [ 19 ]   |
| 11       | Agnès Jaoui & Jean-Pierre Bacri   | lundi 16 janvier 2017      | 626 000                   | 6,7 %            | [ 20 ]   |
| 12       | Martin Scorsese                   | lundi 23 janvier 2017      | 521 000                   | 5,6 %            | [ 21 ]   |
| 13       | Karl Lagerfeld                    | lundi 30 janvier 2017      | 486 000                   | 5,2 %            | [ 22 ]   |
| 14       | Virginie Efira                    | lundi 6 février 2017       | 458 000                   | 5,3 %            | [ 23 ]   |
| 15       | Agnès Varda et JR                 | lundi 13 février 2017      | 699 000                   | 7,4 %            | [ 24 ]   |
| 16       | Alain Finkielkraut                | lundi 20 février 2017      | 540 000                   | 4,8 %            | [ 25 ]   |
| 17       | Christiane Taubira                | lundi 27 février 2017      | 580 000                   | 5,9 %            | [ 26 ]   |
| 18       | Anne Sinclair                     | lundi 6 mars 2017          | 433 000                   | 5,3 %            | [ 27 ]   |
| 19       | Alexis Michalik                   | lundi 13 mars 2017         | 357 000                   | 3,8 %            | [ 28 ]   |
| 20       | Agnès B.                          | lundi 20 mars 2017         | 237 000                   | 1,7 %            | [ 29 ]   |
| -        | Best of !                         | lundi 27 mars 2017         |                           |                  |          |
| 21       | Philippe Decouflé                 | lundi 3 avril 2017         | 312 000                   | 3,4 %            | [ 30 ]   |
| 22       | Picasso                           | lundi 10 avril 2017        | 643 000                   | 5,7 %            | [ 31 ]   |
| 23       | Bernard Pivot                     | lundi 17 avril 2017        | 593 000                   | 4,9 %            | [ 32 ]   |
| 24       | Deborah De Robertis               | lundi 24 avril 2017        | 668 000                   | 5,3 %            |          |
| 25       | Nathalie Rykiel                   | lundi 1er mai 2017         | 551 000                   | 4,5 %            | [ 33 ]   |
| -        | Best of !                         | lundi 8 mai 2017           |                           |                  |          |
| 26       | Marion Cotillard                  | lundi 15 mai 2017          | 628 000                   | 4,6 %            | [ 34 ]   |
| 27       | Cannes 2017                       | lundi 22 mai 2017          | 608 000                   | 5 %              | [ 35 ]   |
| Saison 2 |                                   |                            |                           |                  |          |
| 28       | La folie Gauguin                  | lundi 2 octobre 2017       | 484 000                   | 5,1 %            | [ 36 ]   |
| 29       | Saint Laurent confidentiel        | lundi 16 octobre 2017      | 723 000                   | 7,6 %            | [ 37 ]   |
| 30       | L'art du foot                     | lundi 30 octobre 2017      | 681 000                   | 5,2 %            | [ 38 ]   |
| 31       | Femmes de cinéma                  | lundi 6 novembre 2017      | 811 000                   | 5,8 %            | [ 39 ]   |
| 32       | L'art Food                        | lundi 13 novembre 2017     | 635 000                   | 4.7 %            | [ 40 ]   |
| 33       | Les + beaux musées extérieurs     | lundi 20 novembre 2017     | 350 000                   | 5.6 %            | [ 41 ]   |
| 34       | Tout sur le Louvre                | lundi 27 novembre 2017     | 619 000                   | 5.2 %            | [ 42 ]   |
| 35       | Livres cultes                     | lundi 4 décembre 2017      |                           |                  |          |
| 36       | Tout nu                           | lundi 11 décembre 2017     | 1 162 000                 | 8.6 %            | [ 43 ]   |
| 37       | Bilan 2017                        | lundi 18 décembre 2017     |                           |                  |          |
| 38       | Humour 2018                       | lundi 8 janvier 2018       |                           |                  |          |
| 39       | 100% Picasso                      | lundi 15 janvier 2018      |                           |                  |          |
| 40       | Nouvelle censure ?                | lundi 22 janvier 2018      |                           |                  |          |
| 41       | La culture du genre               | lundi 29 janvier 2018      |                           |                  |          |
| 42       | Monuments de la mode              | lundi 5 février 2018       |                           |                  |          |
| 43       | Les mystères du couple            | lundi 12 février 2018      |                           |                  |          |
| 44       | Les Immortels                     | lundi 19 février 2018      |                           |                  |          |
| 45       | Tous à Venise                     | lundi 26 février 2018      |                           |                  |          |
| 46       | Johnny l'artiste                  | lundi 5 mars 2018          |                           |                  |          |
| 47       | Spéciale faits divers             | lundi 12 mars 2018         |                           |                  |          |
| 48       | Scandales dans l'art              | lundi 19 mars 2018         |                           |                  |          |
| 49       | Où sont les hommes ?              | lundi 26 mars 2018         |                           |                  |          |
| 50       | Spéciale Dieu                     | lundi 2 avril 2018         |                           |                  |          |
| 51       | On dirait le Sud                  | lundi 9 avril 2018         |                           |                  |          |
| 52       | Être un héros                     | lundi 16 avril 2018        |                           |                  |          |
| 53       | Sagas de producteurs              | lundi 23 avril 2018        |                           |                  |          |
| 54       | 100% Sexy                         | lundi 30 avril 2018        |                           |                  |          |
| 55       | Cinéma français                   | lundi 7 mai 2018           |                           |                  |          |
| Saison 3 |                                   |                            |                           |                  |          |
| 56       | L'art de parler (Fabrice Luchini) | lundi 8 octobre 2018       | 514 000                   | 4.3 %            | [ 44 ]   |
| 57       | Michael Jackson                   | lundi 15 octobre 2018      | 778 000                   | 5.6 %            | [ 45 ]   |
| 58       | La salle de cinéma                | lundi 22 octobre 2018      |                           |                  |          |
| 59       | Victor Hugo toujours vivant       | lundi 5 novembre 2018      |                           |                  |          |
| 60       | Brel 2018                         | lundi 12 novembre 2018     |                           |                  |          |
| 61       | Photos de nu                      | lundi 19 novembre 2018     |                           |                  |          |
| 62       | L'enfance de l'art                | lundi 3 décembre 2018      | 645 000                   | 5.8 %            | [ 46 ]   |
| 63       | 100% Polar                        | lundi 10 décembre 2018     |                           |                  |          |
| 64       | 69, année érotique                | lundi 7 janvier 2019       |                           |                  |          |
| 65       | Léonard Superstar                 | lundi 21 janvier 2019      |                           |                  |          |
| 66       | La révolte !                      | lundi 28 janvier 2019      |                           |                  |          |
| 67       | Le cirque n'est pas mort          | lundi 4 février 2019       |                           |                  |          |
| 68       | Planète Houellebecq               | lundi 4 mars 2019          |                           |                  |          |
| 69       | Passion Égypte                    | lundi 11 mars 2019         |                           |                  |          |
| 70       | L'art d'être con                  | lundi 18 mars 2019         |                           |                  |          |
| 71       | Saga Chanel                       | lundi 1er avril 2019       |                           |                  |          |
| 72       | Cinéma, état des lieux            | lundi 8 avril 2019         |                           |                  |          |
| 73       | La folie musée                    | lundi 22 avril 2019        |                           |                  |          |
| 74       | Passion Vinyle                    | lundi 29 avril 2019        |                           |                  |          |
| 75       | Reconstruire                      | lundi 5 mai 2019           |                           |                  |          |
| 76       | Cannes 2019                       | lundi 20 mai 2019          | 706 000                   | 8,1%             | [ 47 ]   |
| 77       | L'art d'être français             | lundi 27 mai 2019          |                           |                  |          |

### Le Doc Stupéfiant
| Émission | Titre                                                | date de diffusion         | Audience moyenne          | Audience moyenne | Réf.     |
| Émission | Titre                                                | date de diffusion         | Nombre de téléspectateurs | PDM              | Réf.     |
| Saison 1 | Saison 1                                             | Saison 1                  | Saison 1                  | Saison 1         | Saison 1 |
| -------- | ---------------------------------------------------- | ------------------------- | ------------------------- | ---------------- | -------- |
| 1        | L'art du bordel                                      | mercredi 16 octobre 2019  |                           |                  |          |
| 2        | Saint-Germain-des-Prés, un paradis perdu             | mercredi 20 novembre 2019 |                           |                  |          |
| 3        | Jésus l'artiste                                      | mercredi 25 décembre 2019 |                           |                  |          |
| 4        | La folle histoire des travestis                      | mercredi 5 février 2020   |                           |                  |          |
| 5        | L'enfance mise à nu                                  | mercredi 25 mars 2020     |                           |                  |          |
| 6        | La culture déconfinée                                | mercredi 10 juin 2020     |                           |                  |          |
| 7        | Les secrets de François Truffaut                     | mercredi 8 juillet 2020   |                           |                  |          |
| 8        | Paradis d'artistes !                                 | mercredi 15 juillet 2020  |                           |                  |          |
| Saison 2 |                                                      |                           |                           |                  |          |
| 9        | Modèles noirs, regards blancs                        | mercredi 14 octobre 2020  |                           |                  |          |
| 10       | L'artiste De Gaulle                                  | mercredi 4 novembre 2020  |                           |                  |          |
| 11       | Désirs de femmes                                     | mercredi 16 décembre 2020 |                           |                  |          |
| 12       | Rimbaud jeune et maudit                              | mercredi 3 février 2021   |                           |                  |          |
| 13       | Napoléon l'influenceur                               | mercredi 23 avril 2021    |                           |                  |          |
| 14       | Mitterrand, Président culturel                       | mercredi 12 mai 2021      |                           |                  |          |
| 15       | Le café des artistes                                 | mercredi 16 juin 2021     |                           |                  |          |
| 16       | Baudelaire, moderne et antimoderne                   | mercredi 25 juin 2021     |                           |                  |          |
| Saison 3 |                                                      |                           |                           |                  |          |
| 17       | Tout ce que vous avez toujours voulu savoir sur Sade | vendredi 15 octobre 2021  |                           |                  |          |
| 18       | Céline, les derniers secrets                         | vendredi 19 novembre 2021 |                           |                  |          |
| 19       | Le sexe du rire                                      | vendredi 10 décembre 2021 |                           |                  |          |
| 20       | 50 nuances de flics                                  | vendredi 25 février 2022  |                           |                  |          |
| 21       | L'homo invisible                                     | lundi 28 mars 2022        |                           |                  |          |
| 22       | Marilyn, femme d'aujourd'hui                         | lundi 18 avril 2022       |                           |                  |          |
| 23       | L'histoire française des Rolling Stones              | lundi 20 juin 2022        |                           |                  |          |
| 24       |                                                      |                           |                           |                  |          |
| 25       |                                                      |                           |                           |                  |          |
| 26       |                                                      |                           |                           |                  |          |

Légende :
En fond vert  = Les plus hauts chiffres d'audiences/PDM
En fond rouge = Les plus bas chiffres d'audiences/PDM